# 서울주교좌성당
서울주교좌성당, 또는 서울대성당은 대한민국 서울특별시 중구 정동에 있는 대한민국의 대표적인 성공회 대성당이다. 로마네스크 건축 양식으로 지어졌다. 1978년 12월 18일 서울특별시의 유형문화재 제35호로 지정되었다.

## 개요
서울대성당은 성공회 서울교구장의 주교좌가 있는 주교좌 성당이고, 현재 교구장은 2024년 9월 26일에 서울교구장에 승좌한 김장환(엘리야) 주교이고, 주임 사제는 박성순(야고보) 신부이다. 서울대성당의 주보 성인은 성모 마리아와 성 니콜라이다.
1922년에 당시 제3대 한국교구장 마크 트롤로프(한국이름 조마가) 주교가 주도하고, 영국인 건축가 아더 딕슨이 설계를 하여 대성당 공사를 시작하였다. 하지만 자금 문제 등 여러 가지 사정으로 1926년에 부분 완성이 되었다. 미완성인 상태로 '예비 대성당'이라 불리며 70여 년을 사용하다가, 1994년 성당 창립 100주년 기념으로 증축 공사를 시작하여 1996년 현재의 모습으로 완전히 공사를 마쳤다.
로마네스크 양식의 건물이면서도 처마장식, 기와지붕에는 한국의 건축 양식이 많이 포함되어 있다.
1978년 12월 18일에 서울특별시 유형문화재 제35호로 지정이 되었고, 1987년 6월 10일에는 전두환 군사 독재 정권에 대항한 민주화 운동인 6월 항쟁이 시작된 역사적인 장소이기도 하다.
서울대성당 주변에는 대한성공회 성가수도회, 덕수궁, 서울특별시청, 서울신문 본사, 조선일보 본사, 주한 영국대사관, 서울특별시의회, 주한 미국대사관 등이 위치해있다.
그리고 대성당 바로 옆에는 일제강점기인 1920년에 대한성공회가 매입하여 덕수궁에서 옮겨진 경운궁 양이재가 위치하고 있다. 양이재는 대한민국 등록문화재 267호로 문화재로 등록 되어있다.

## 대성당의 역사
- 1926년 서울대성당 (성모 마리아와 성 니콜라 대성당) 축성.
- 1950년 한국전쟁 당시 교구장 세실 쿠퍼 주교, 대성당 주임사제 윤달용 모이서 신부 등이 피랍, 순교.[1]
- 1965년 5월 27일 서울교구 설정과 동시에 주교좌성당으로 승격 및 주교좌성당으로서 최초의 한인 주교이자 초대 교구장, 이천환(바우로) 주교 승좌식 봉행.
- 1985년 12월 25일 영국 Harrison and Harrison (해리슨과 해리슨) 오르간 제작사에서 만들어진 파이프 오르간을 설치.
- 1987년 전두환 군사 독재 정권에 대항한 시민 운동인 6월 항쟁이 서울대성당에서 시작함.
- 1996년 5월 2일 서울주교좌성당 완공 및 재축성.
- 1998년 실직자를 위한 희망터 개소.
- 1998년 노숙자 급식봉사, 결식 아동 도시락 제공, 독거인 반찬제공 시작.
- 1999년 영국 여왕 엘리자베스 2세 방문.
- 2005년 개신교(장로교, 감리교)목사들이 방문하여 같이 감사성찬례 봉헌.
- 2006년 경동교회(한국기독교장로회)와 교환 감사성찬례/예배 처음 시행(이후 매년 시행 중)

## 찾아가는 길
- ● 수도권 전철 1호선, ● 서울 지하철 2호선, 시청역

## 사진

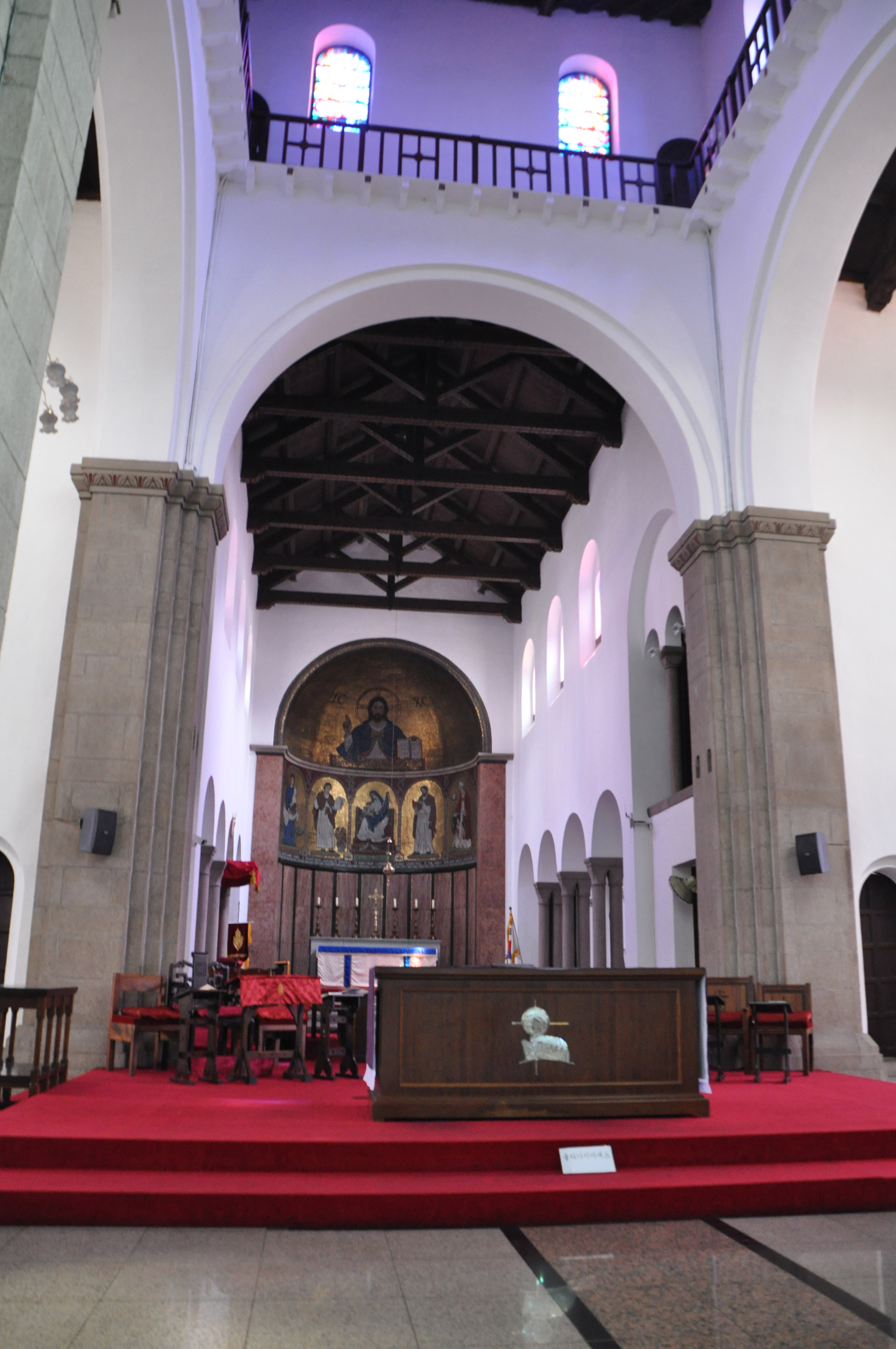
서울주교좌성당 제대 (앞), 대제대 (뒤, 모자이크 화 하단, 벽제대)
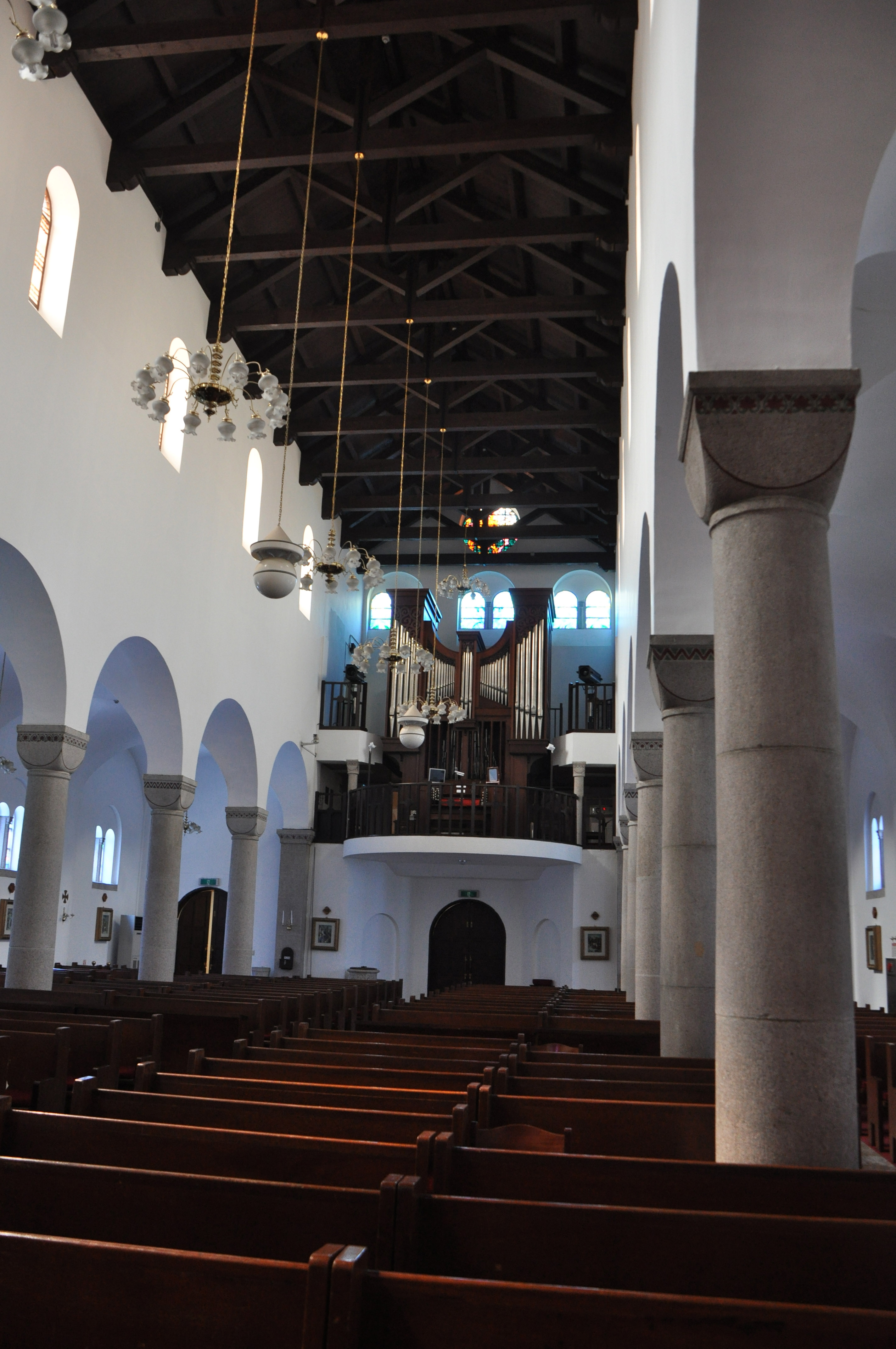
서울주교좌성당의 내부 뒷 모습. 2층에 설치 되어있는, 영국 Harrison and Harrison사가 제작한 파이프 오르간
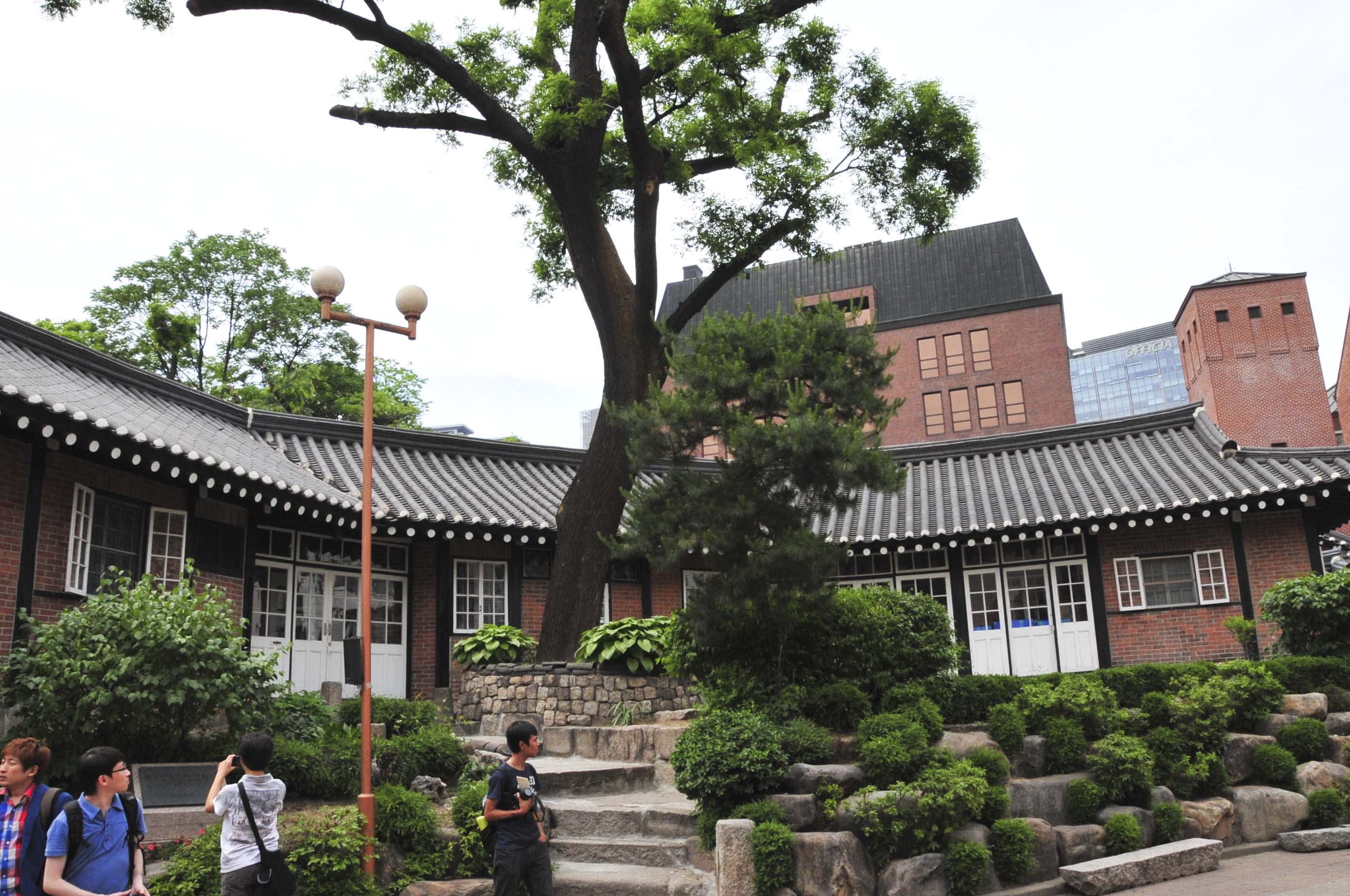
사목실
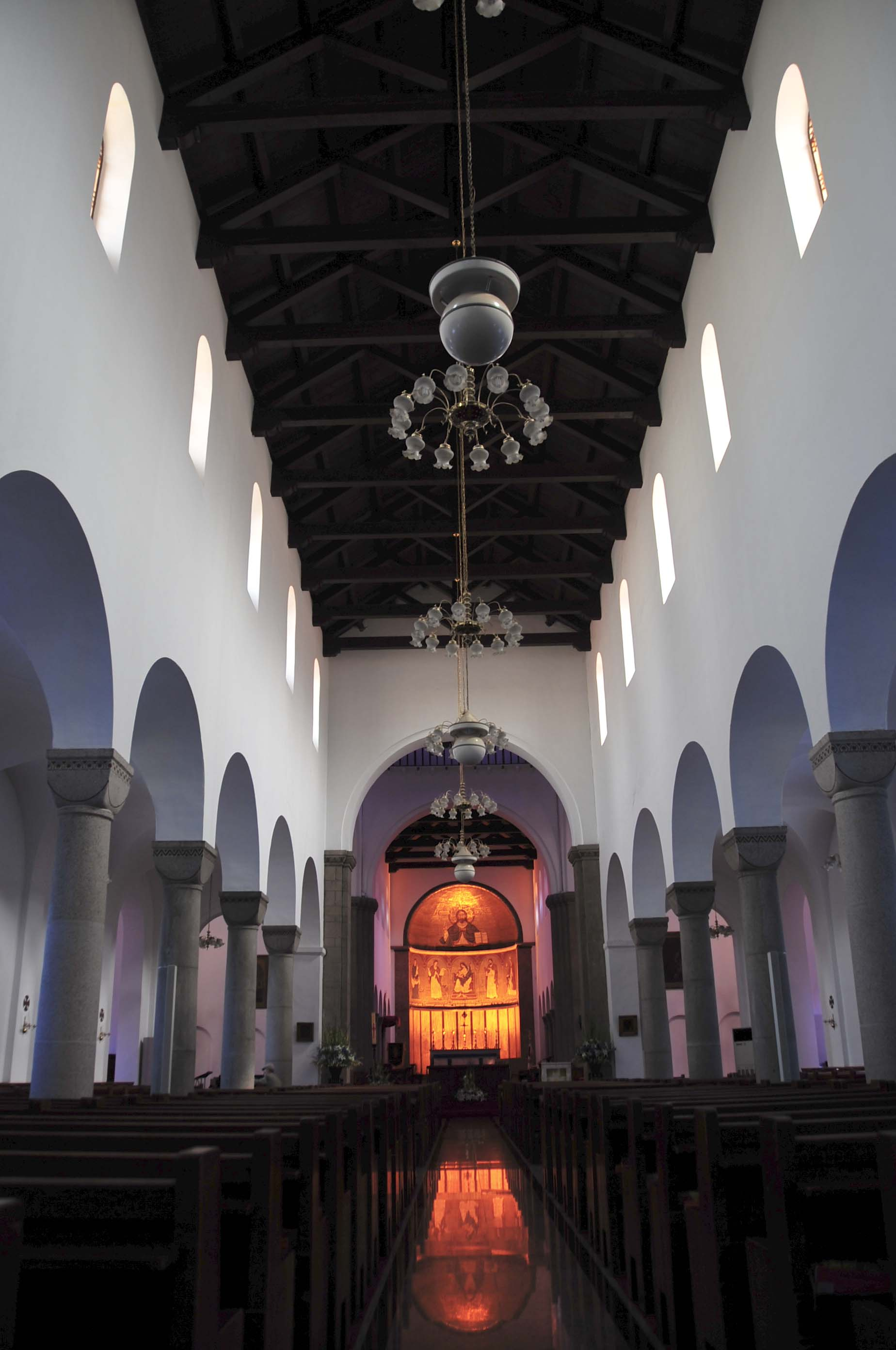
대성당
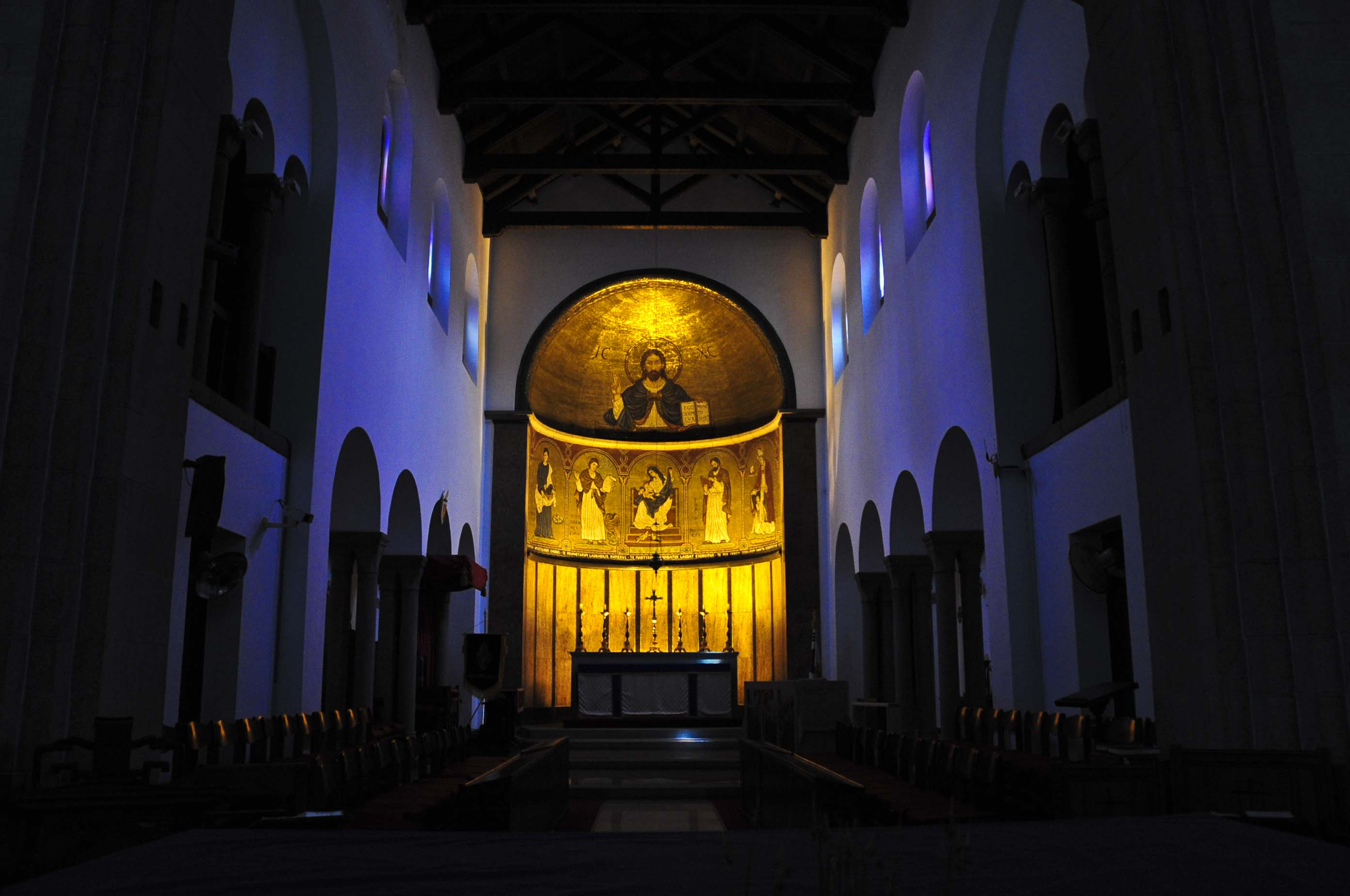
대제대와 성가대석
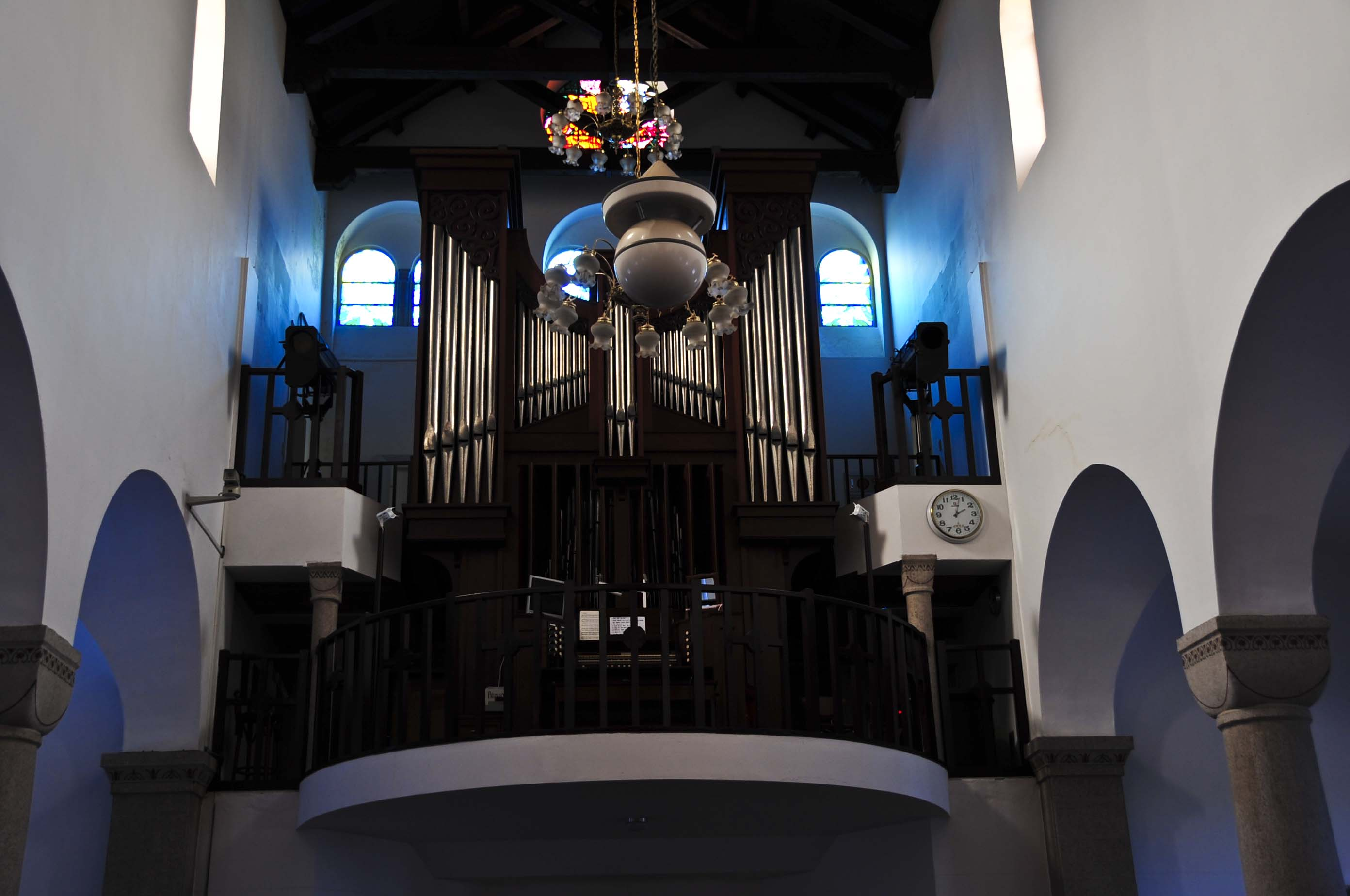
파이프 오르간
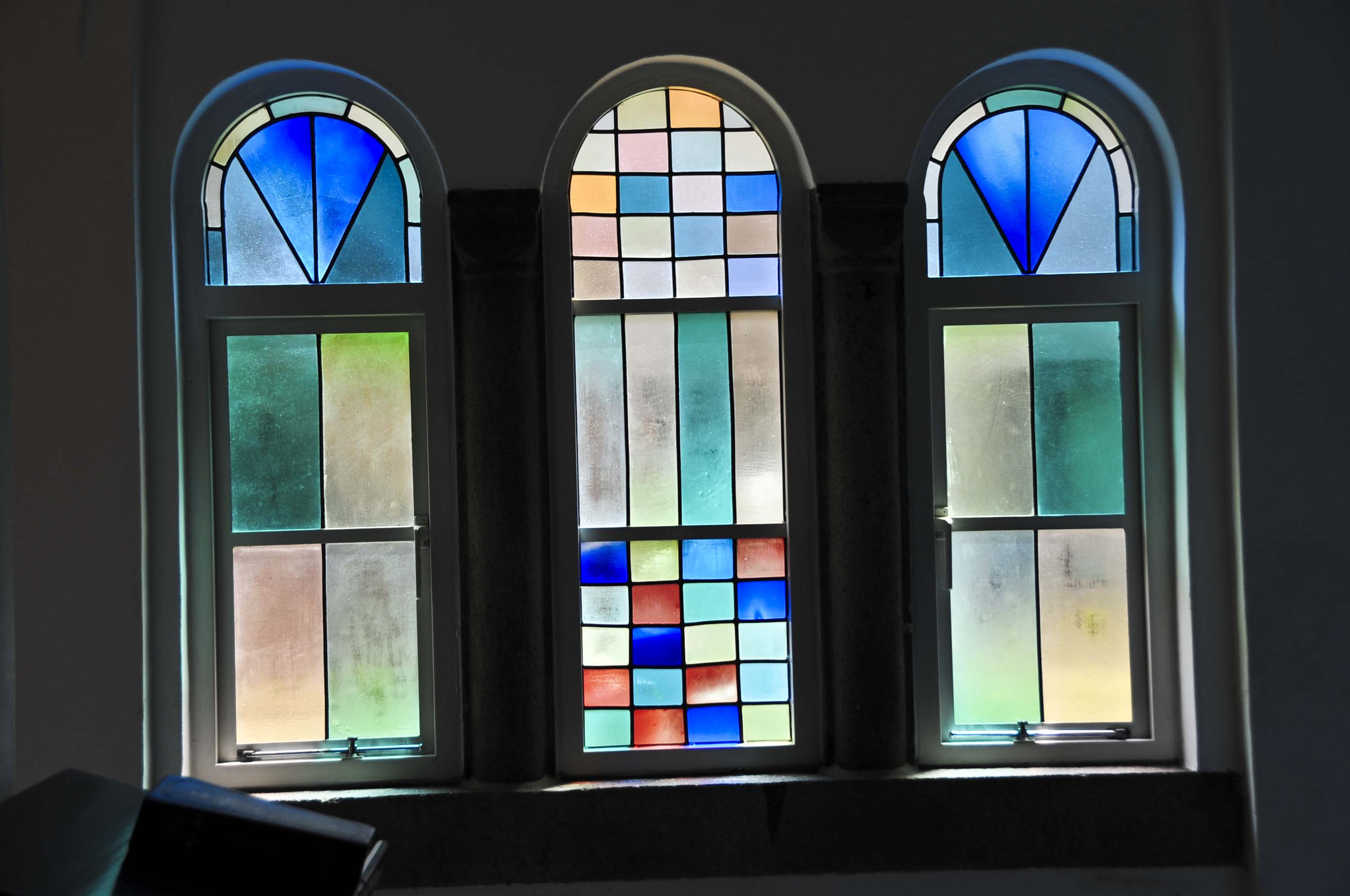
스테인드 글라스
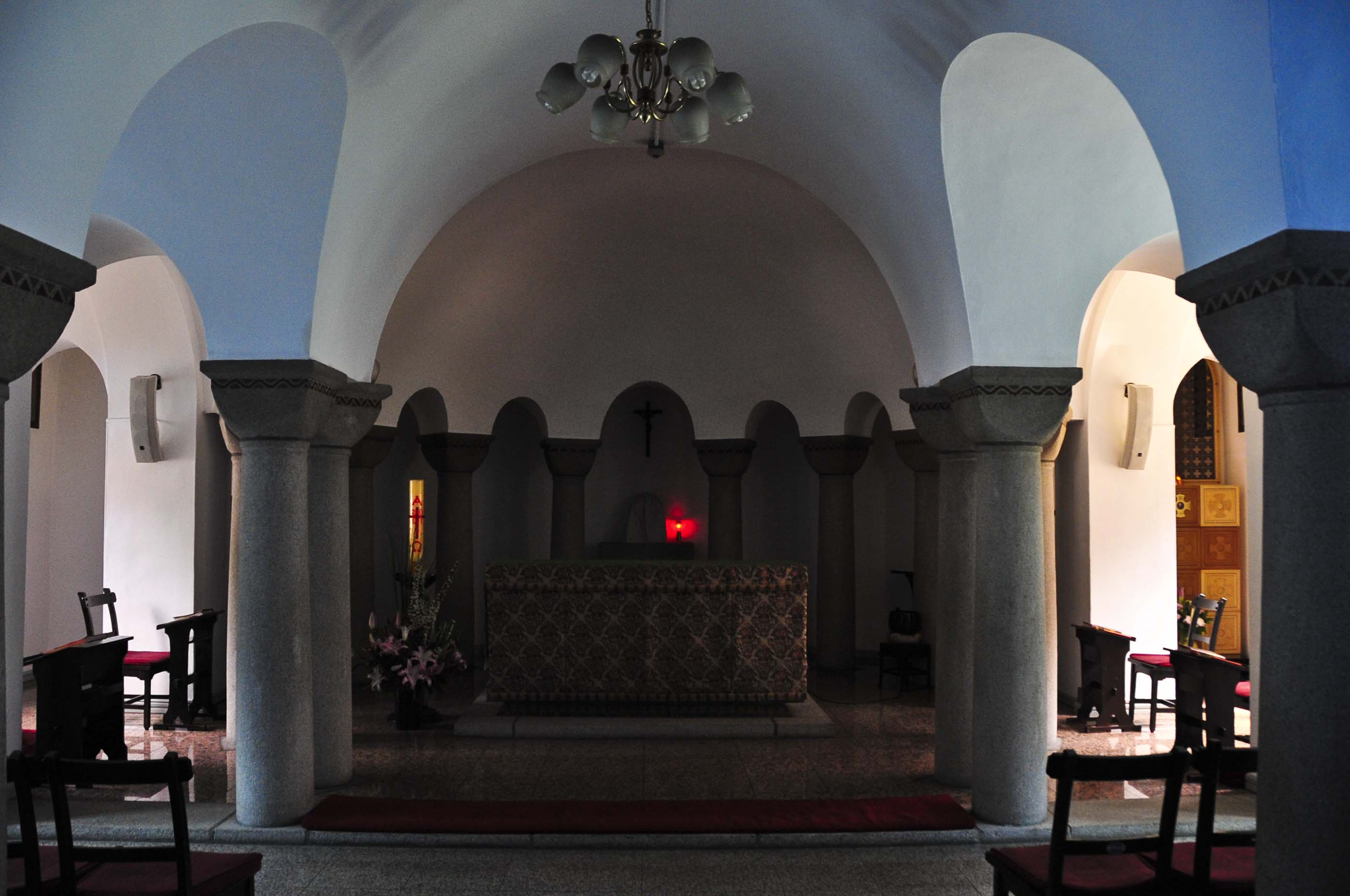
성 세례자 요한 성당(소성당, 지하성당)

## 같이 보기
- 대한성공회
- 대한성공회 서울교구
- 성공회 부산주교좌대성당
- 덕수궁
- 경운궁 양이재
- 6월 항쟁
- 대한성공회 서울주교좌성당 모자이크 제단화 -  내부에 있는 대한민국의 등록문화재 제676호

## 참고 자료
- 성공회서울성당 - 국가유산청 국가유산포털